# Frutillar
Frutillar ist eine Stadt im Süden des südamerikanischen Anden-Staates Chile in der Región de los Lagos (Region X).
Frutillar liegt an einer Bucht am Westufer des Lago Llanquihue, mit rund 860 km² der zweitgrößte See Chiles. Blickt man von Frutillar auf die gegenüberliegende Seeseite, sieht man dort den mächtigen Volcán Osorno mit seinen 2652 m Höhe.
Die Stadt besteht aus einer Oberstadt (Frutillar Alto) und einer Unterstadt (Frutillar Bajo). Die Panamericana verläuft in der Nähe von Frutillar Alto. Frutillar Bajo liegt direkt am Seeufer. Frutillar ist eine sehr deutschgeprägte Stadt, die vor allem durch das kulturelle Angebot mit dem Höhepunkt der Semanas Musicales de Frutillar bekannt ist.
Frutillar hat 18.428 Einwohner (2017).

## Geschichte
1552 erreichte Pedro de Valdivia den Lago Llanquihue. Ab 1846 besiedelten deutsche Einwanderer die Gegend um den See. Sie gründeten die Hauptstadt der heutigen Region X, Puerto Montt, im Jahre 1853. Am 23. November 1856 wurde Frutillar ebenfalls von deutschen Einwanderern gegründet. Der Name Frutillar geht auf die Chile-Erdbeere (span. frutilla chilena), die in der Region wächst, zurück.

## Tourismus
Die Stadt ist Ausgangspunkt für Ausflüge um den Llanquihue-See und zum Vulkan Osorno. Nördlich der Stadt liegt ein 33 Hektar großer Wald (Centro Forestal) mit vielen Kiefern-Arten, ideal für Wanderungen. Bekannt ist auch die südlichste Palme der Welt, die Chile-Palme (Jubaea Chilensis).
Das Museo Colonial Alemán de Frutillar zeigt die deutsche Besiedlung ab Mitte des 19. Jahrhunderts. Jedes Jahr (Ende Januar und Anfang Februar) finden die Frutillar-Musikwochen statt, die Semanas Musicales de Frutillar. Das Teatro del Lago (Theater am See), in dem die Konzerte stattfinden, wurde 1998 erbaut und gilt als die südlichste  Konzerthalle der Welt. Seit 2017 ist Frutillar als Creative City of Music Bestandteil des UNESCO Creative Cities Network.

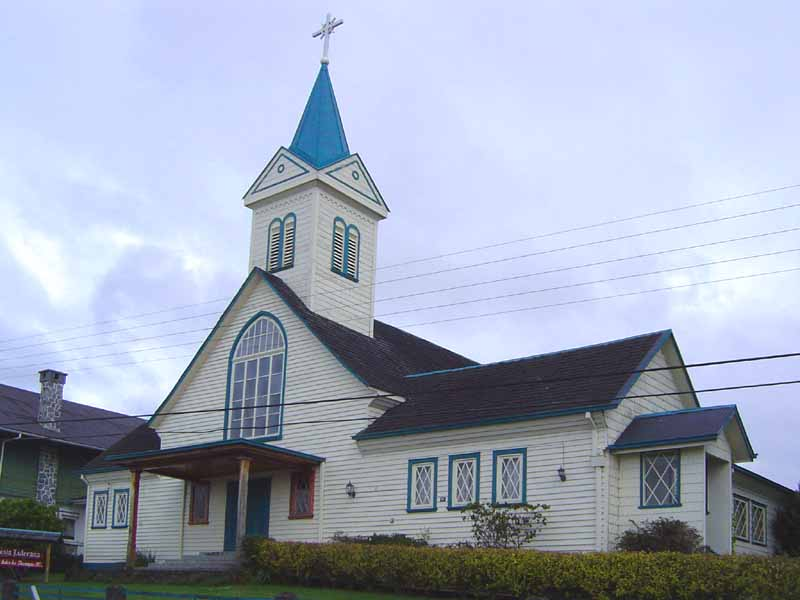
Evangelische Kirche von Frutillar, eine Gemeinde der Lutherischen Kirche in Chile.
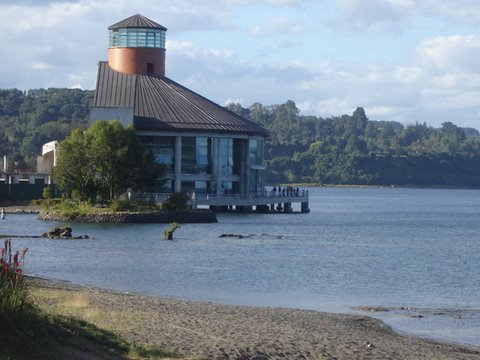
Teatro del Lago
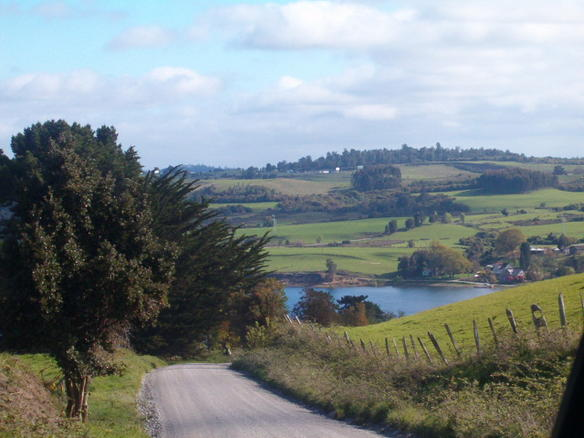
Landschaft bei Frutillar
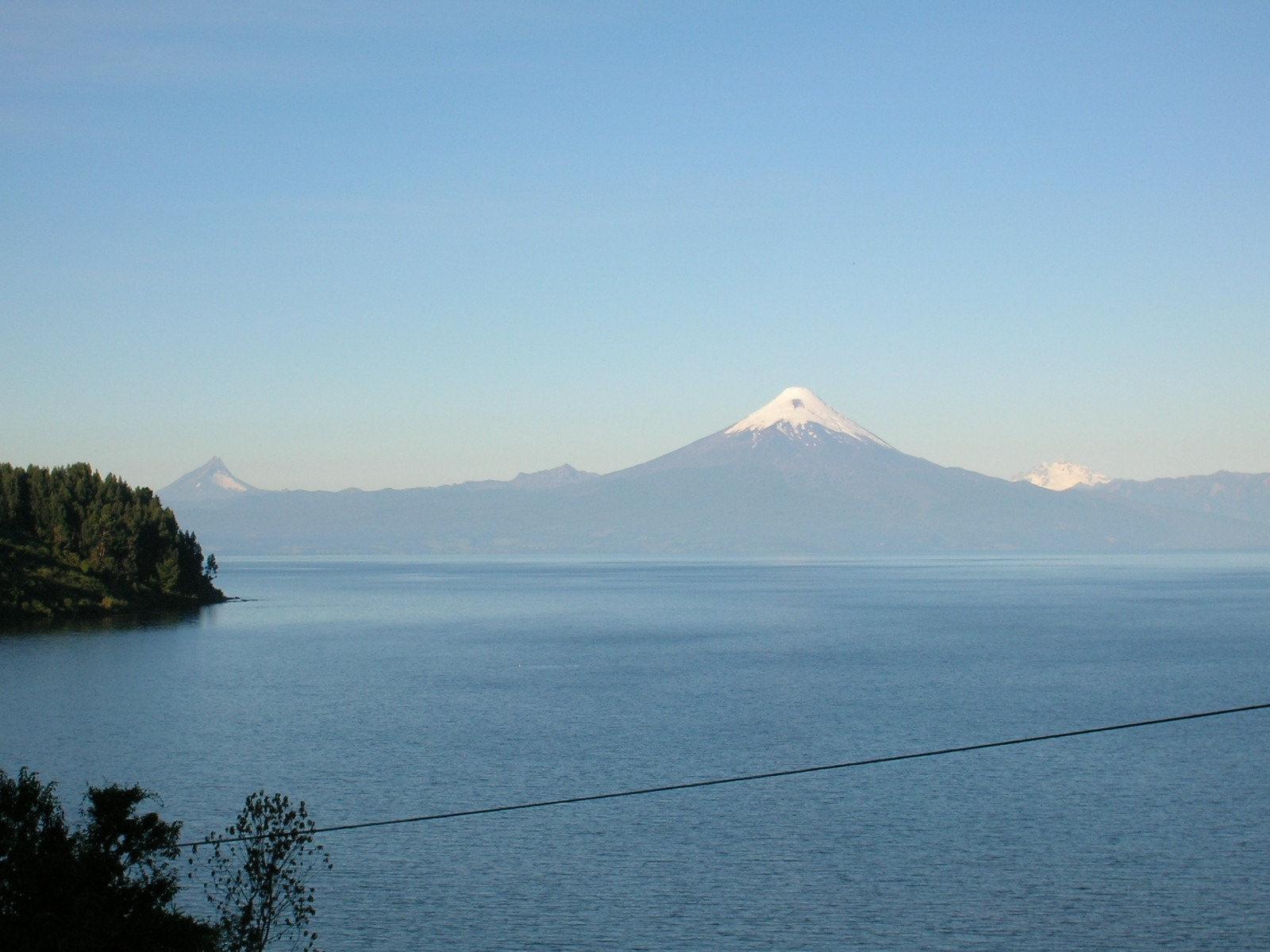
Llanquihue-See und Vulkane Puntiagudo, Osorno und Tronador
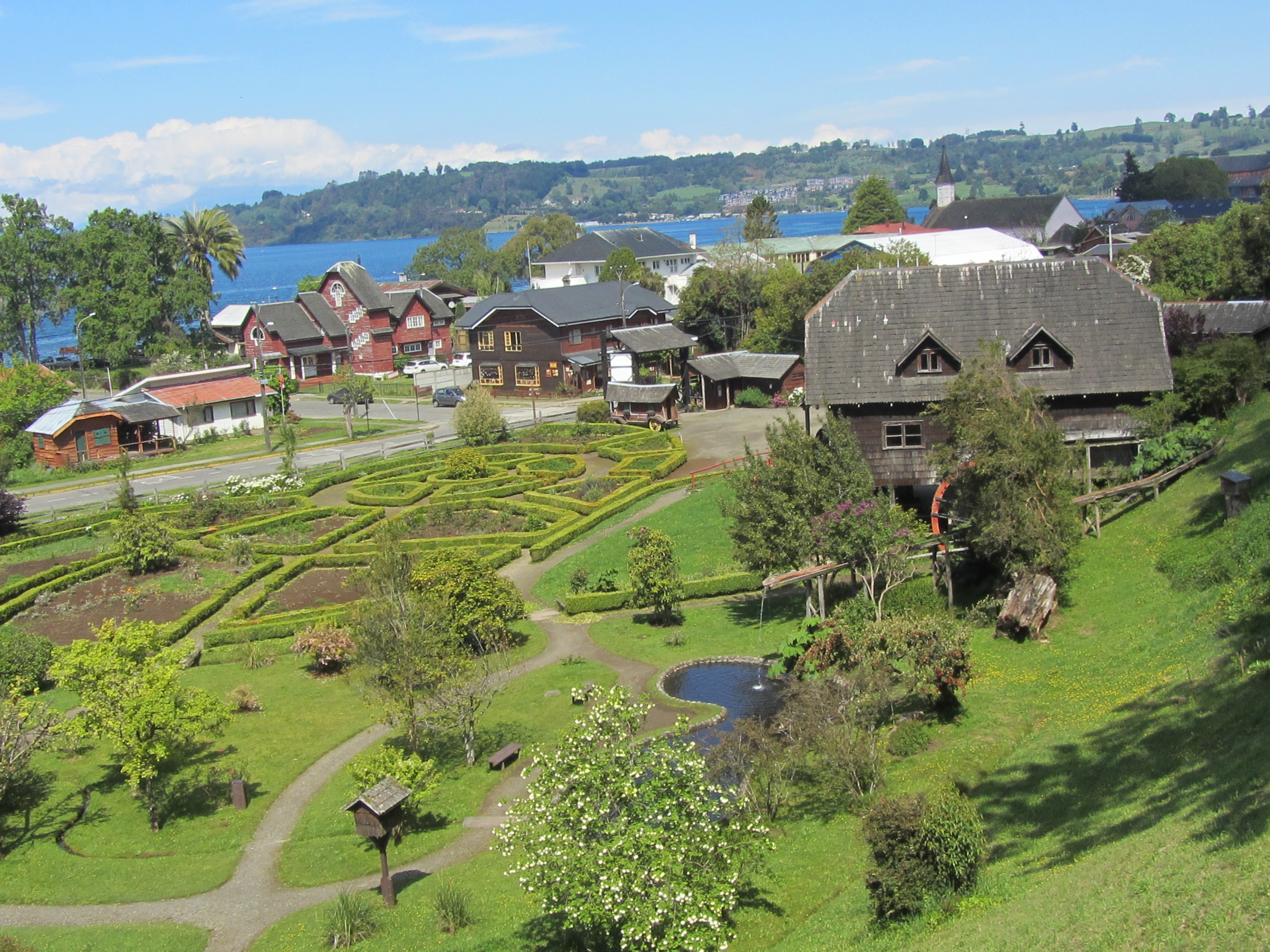
Museo Colonial Alemán de Frutillar

## Wirtschaft
Der Tourismus ist das wichtigste Standbein von Frutillar. Ein Yacht-Club lädt zu Segeltouren auf den Llanquihue-See ein. Zudem bietet das Teatro del Lago eine große Bandbreite kulturpädagogischer Angebote.
Im Umkreis spielen die Landwirtschaft mit Mais und Weizen und die Forstwirtschaft eine Rolle. Frutillar liegt günstig direkt an der Panamericana, und man kann leicht die Wirtschaftszentren Osorno und Puerto Montt erreichen.

## Verkehr
Frutillar Alto liegt an der Ruta 5, die in Chile von der peruanischen Grenze bis nach Puerto Montt verläuft. Sie ist Hauptverkehrsader des Landes und Teil der grenzüberschreitenden Fernverkehrsstraße Panamericana. Die wichtigste Straße in Frutillar ist die Avenida Philippi, die direkt am See entlang verläuft. Hier liegen die Landungsbrücke, die Stadtverwaltung, die Schule Bernardo Philippi, das Teatro del Lago und die lutherische Kirche.
Der nächstgelegene Flughafen ist der ca. 45 km südlich von Frutillar gelegene El Tepual in Puerto Montt. Mit ca. 1,9 Mio. Passagieren im Jahr 2019 ist er der drittgrößte Flughafen des Landes. Durch die steigenden Passagierzahlen bestehen Pläne zum Ausbau des Flughafens.
1907 erhielt die Stadt in Frutillar-Alto eine Eisenbahn-Anbindung an der Linie Santiago–Puerto Montt. Der Betrieb wurde 2007 endgültig eingestellt. Busunternehmen verbinden Frutillar mit der Hauptstadt Santiago de Chile sowie weitere nationale Städte.

## Persönlichkeiten
- Marcos Ávila (* 1983), Fußballspieler